# Salem Al Fakir
Lars Salem Al Fakir (nascido em 27 de outubro de 1981) é um músico, cantor, compositor e produtor musical sueco. Colabora regularmente com Vincent Pontare como a dupla de compositores e produtores Vargas & Lagola. Juntos, eles trabalharam com muitos artistas, incluindo Avicii, Axwell & Ingrosso, Madonna, Seinabo Sey e Lady Gaga. Além de seu trabalho de composição e produção, eles lançam música pop alternativa como Vargas & Lagola.

## Biografia

### Início da vida e carreira de artista
Al Fakir aprendeu a tocar violino aos quatro anos de idade e posteriormente viajou pela Rússia como violinista solo aos 14 anos, mas retornou à Suécia para estudar piano jazz. Como estudante frequentou a Escola de Música de Adolf Fredrik em Estocolmo.
No outono de 2006, Al Fakir lançou seu primeiro EP Dream Girl. Ele é mais famoso por seus álbuns no topo das paradas This Is Who I Am (2007), Astronaut (2009) e Ignore This (2010). No Grammy Awards Sueco 2008 ele ganhou muito – levando para casa quatro prêmios e sendo indicado em sete categorias.

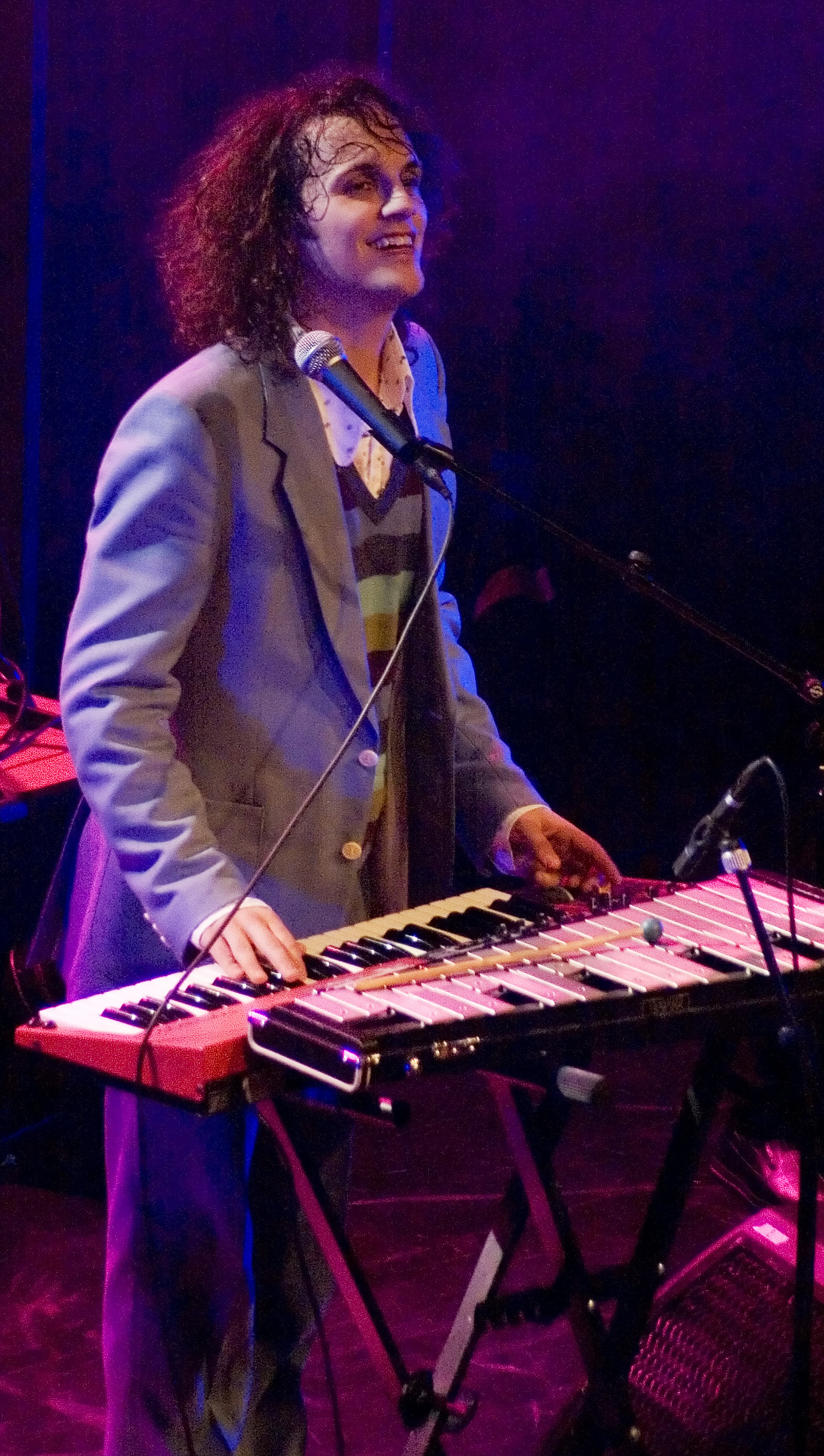
Al Fakir se apresentando em 2007

Participou no Melodifestivalen 2010, a seleção nacional sueca para o Eurovision Song Contest 2010, com "Keep On Walking" e terminou em segundo lugar.

### 2010–presente: Composição
Após sua carreira solo, Al Fakir tornou-se mais focado na composição. Começando a colaborar com Avicii em "Silhouettes" em 2012. Entre as primeiras coescritas com Vincent Pontare estão o single de 2013 de Avicii na Billboard Hot 100 " Hey Brother " e "Younger" de Seinabo Sey.
No Grammy Awards Sueco de 2014, Al Fakir, Vincent Pontare e Magnus Lidehäll foram premiados como Compositor do Ano depois de escrever para o álbum Handen i fickan fast jag bryr mig de Veronica Maggio e o álbum Början på allt, de Petter, e trabalhar com artistas como Galantis. Em 2014, ele escreveu várias músicas no álbum Hey Hey, de Mapei, e nos de Avicii, "The Days" e "Divine Sorrow" (com Wyclef Jean). Al Fakir seguiu com outro ano de sucesso em 2015, co-escrevendo a maioria das músicas do aclamado álbum de estreia de Seinabo Sey, Pretend, e músicas do álbum Rebel Heart, de Madonna.
Vargas & Lagola escreveram alguns dos maiores sucessos de Axwell Ʌ Ingrosso – “More Than You Know”, “Sun Is Shining”, “Dreamer” e mais – retirados do álbum de 2017 More Than You Know.
A dupla também contribuiu com duas músicas do álbum Prequelle, indicado ao Grammy da banda de rock sueca Ghost, incluindo o segundo single do álbum "Dance Macabre", que liderou o Mainstream Rock Chart da Billboard.
Em 2018, no mesmo momento em que Vargas & Lagola entraram na cena pop alternativa com o hit "Roads", eles dividiram o primeiro lugar como compositores mais transmitidos da Suécia por músicas como Avicii - "Without You (feat. Sandro Cavazza)" e "Waiting For Love". Depois de trabalhar em estreita colaboração com Avicii por vários anos, Al Fakir e Pontare desempenharam um papel fundamental na finalização do álbum póstumo de Avicii de 2019, TIM, e são artistas de destaque em três das músicas do álbum. Em 5 de dezembro de 2019, Vargas & Lagola se apresentaram no Concerto de Tributo de Avicii em Estocolmo.
O álbum de estreia de Vargas & Lagola, The Butterfly Effect, foi lançado em janeiro de 2020.

## Discografia

### Álbuns
| Título               | Detalhe | Posição nas paradas |
| Título               | Detalhe | SWE                 |
| -------------------- | --- | ------------------- |
| The Butterfly Effect | - Lançado: 31 January 2020 - Selo: Salem Al Fakir AB / Baby Hurricane AB, Universal Music - Formato: Download digital, streaming       | 16                  |
| Mount Alda           | - Lançado: 30 de outubro de 2020 - Selo: Salem Al Fakir AB / Baby Hurricane AB, Universal Music - Formato: Download digital, streaming | 24                  |

### Singles

#### Como artista principal
| Título                                                      | Ano  | Posição nas paradas | Certificações | Álbum                |
| Título                                                      | Ano  | SWE                 | Certificações | Álbum                |
| ----------------------------------------------------------- | ---- | ------------------- | ------------- | -------------------- |
| "Rolling Stone"                                             | 2017 | —                   |               | Single avulso        |
| "Dolores (The Awakening)"                                   | 2017 | —                   |               | Single avulso        |
| "As Long As I Have To"                                      | 2017 | —                   |               | Single avulso        |
| "Sun Is Shining (Band of Gold)"                             | 2017 | —                   |               | Single avulso        |
| "More Than You Know (Acoustic)" (featuring Agnes)           | 2017 | —                   |               | Single avulso        |
| "Roads"                                                     | 2018 | 17                  | - GLF: Ouro   | Single avulso        |
| "Selfish"                                                   | 2019 | —                   |               | Single avulso        |
| "Shores" (with Seinabo Sey)                                 | 2019 | 61                  |               | Single avulso        |
| "Since 99"                                                  | 2019 | —                   |               | The Butterfly Effect |
| "Forgot to Be Your Lover"                                   | 2019 | —                   |               | The Butterfly Effect |
| "Somebody That Understands Me" (featuring Ludwig Göransson) | 2020 | —                   |               | The Butterfly Effect |
| "Hurts to Be Hurt"                                          | 2020 | —                   |               | The Butterfly Effect |
| "Always"                                                    | 2020 | —                   |               | Mount Alda           |
| "Suddenly"                                                  | 2020 | —                   |               | Mount Alda           |
| "Big Hearted"                                               | 2021 | —                   |               | Mount Alda           |

Notas
1. ↑ "Hurts to Be Hurt" não entrou na parada sueca de Singellista, mas alcançou o número oito na parada sueca de Heatseeker.

### Como artista solo

#### Álbuns
| Ano  | Álbum            | Posições de pico |
| Ano  | Álbum            | SWE <br>         |
| ---- | ---------------- | ---------------- |
| 2006 | Dream Girl (EP)  | —                |
| 2007 | This Is Who I Am | 1                |
| 2009 | Astronaut        | 7                |
| 2010 | Ignore This      | 1                |

#### Singles
| Single                                                    | Ano  | Posições de pico | Álbum            |
| Single                                                    | Ano  | SWE              | Álbum            |
| --------------------------------------------------------- | ---- | ---------------- | ---------------- |
| "Dream Girl"                                              | 2006 | 25               | This Is Who I Am |
| "Good Song"                                               | 2006 | 36               | This Is Who I Am |
| "This Is Who I Am"                                        | 2007 | 43               | This Is Who I Am |
| "It's True" (com Axwell e Sebastian Ingrosso)             | 2007 | 38               | This Is Who I Am |
| "It's Only You, Part 2"                                   | 2008 | 41               | Astronaut        |
| "Astronaut"                                               | 2009 | 34               | Astronaut        |
| "Roxy"                                                    | 2009 | —                | Astronaut        |
| " Keep On Walking "                                       | 2010 | 3                | Ignore This      |
| "4 O'Clock"                                               | 2010 | 49               | Ignore This      |
| "Split My Personality"                                    | 2010 | —                | Ignore This      |
| "I'm So Happy" (com participação de Josephine Bornebusch) | 2011 | —                | Ignore This      |

#### Trabalho vocal não creditado
| Solteiro                             | Ano  | Posições de pico | Certificação                                                                                   | Álbum              |
| Solteiro                             | Ano  | SWE              | Certificação                                                                                   | Álbum              |
| ------------------------------------ | ---- | ---------------- | ---------------------------------------------------------------------------------------------- | ------------------ |
| "Silhouettes" (Avicii)               | 2012 | 11               | - GLF: 3× Platina - ARIA: Ouro - BPI: Prata                                                    | Single avulso      |
| "You Make Me" (Avicii)               | 2013 | 1                | - GLF: 4× Platina - ÁRIA: Platina - FIMI: Ouro - IFPI NOR: 2× Platina - BPI: Ouro - RIAA: Ouro | True               |
| "Something New" (Axwell Λ Ingrosso)  | 2014 | 20               | - GLF: 2× Platina - FIMI: Ouro                                                                 | More Than You Know |
| "On My Way" (Axwell Λ Ingrosso)      | 2015 | 18               | - GLF: 2× Platina                                                                              | More Than You Know |
| "Sun Is Shining" (Axwell Λ Ingrosso) | 2015 | 1                | - GLF: 4× Platina - FIMI : Ouro - ZPAV: Ouro                                                   | More Than You Know |
| "Renegade" (Axwell Λ Ingrosso)       | 2017 | —                |                                                                                                | More Than You Know |

#### Créditos de composição e produção
| Ano  | Artista                 | Título                                                            | Álbum                         |
| ---- | ----------------------- | ----------------------------------------------------------------- | ----------------------------- |
| 2012 | Avicii                  | "Silhouettes"                                                     | Single avulso                 |
| 2013 | Avicii                  | "You Make Me"                                                     | True                          |
| 2013 | Avicii                  | "Hey Brother"                                                     | True                          |
| 2014 | Galantis                | "Smile"                                                           | Galantis (EP)                 |
| 2014 | Galantis                | "Help"                                                            | Galantis (EP)                 |
| 2014 | Mapei                   | "Blame It On Me"                                                  | Hey Hey                       |
| 2014 | Mapei                   | "As 1"                                                            | Hey Hey                       |
| 2014 | Mapei                   | "Second to None"                                                  | Hey Hey                       |
| 2014 | Mapei                   | "Step Up"                                                         | Hey Hey                       |
| 2014 | Wyclef Jean             | "Divine Sorrow" (featuring Avicii)                                | Single avulso                 |
| 2014 | Avicii                  | "The Days"                                                        | The Days/Nights               |
| 2015 | Madonna                 | "HeartBreakCity"                                                  | Rebel Heart                   |
| 2015 | Madonna                 | "Wash All Over Me"                                                | Rebel Heart                   |
| 2015 | Madonna                 | "Messiah"                                                         | Rebel Heart                   |
| 2015 | Madonna                 | "Rebel Heart"                                                     | Rebel Heart                   |
| 2015 | Galantis                | "Kill 'Em with the Love"                                          | Pharmacy                      |
| 2015 | Galantis                | "Call If You Need Me"                                             | Pharmacy                      |
| 2015 | Avicii                  | "Waiting For Love"                                                | Stories                       |
| 2015 | Seinabo Sey             | "Younger"                                                         | Pretend                       |
| 2015 | Seinabo Sey             | "Poetic"                                                          | Pretend                       |
| 2015 | Seinabo Sey             | "Hard Time"                                                       | Pretend                       |
| 2015 | Seinabo Sey             | "Easy"                                                            | Pretend                       |
| 2015 | Seinabo Sey             | "Words"                                                           | Pretend                       |
| 2015 | Seinabo Sey             | "Sorry"                                                           | Pretend                       |
| 2015 | Seinabo Sey             | "Still"                                                           | Pretend                       |
| 2015 | Seinabo Sey             | "Ruin"                                                            | Pretend                       |
| 2015 | Seinabo Sey             | "Burial"                                                          | Pretend                       |
| 2015 | Seinabo Sey             | "Pistols At Dawn"                                                 | Pretend                       |
| 2016 | MishCatt                | "Another Dimension"                                               | Highlighter                   |
| 2017 | Johnossi                | "On A Roll"                                                       | Blood Jungle                  |
| 2017 | Avicii                  | "Friend Of Mine" (featuring Vargas & Lagola)                      | Avīci (01)                    |
| 2017 | Avicii                  | "Without You" (featuring Sandro Cavazza)                          | Avīci (01)                    |
| 2017 | Toby Randall            | "Hold Me Down"                                                    | ONE.                          |
| 2017 | Axwell Λ Ingrosso       | "More Than You Know"                                              | More Than You Know            |
| 2017 | Axwell Λ Ingrosso       | "Something New"                                                   | More Than You Know            |
| 2017 | Axwell Λ Ingrosso       | "This Time"                                                       | More Than You Know            |
| 2017 | Axwell Λ Ingrosso       | "Renegade"                                                        | More Than You Know            |
| 2017 | Axwell Λ Ingrosso       | "Sun Is Shining"                                                  | More Than You Know            |
| 2017 | Axwell Λ Ingrosso       | "On My Way"                                                       | More Than You Know            |
| 2017 | Axwell Λ Ingrosso       | "Dreamer"                                                         | More Than You Know            |
| 2017 | Axwell                  | "Barricade"                                                       | More Than You Know            |
| 2018 | Seinabo Sey             | "I Love You"                                                      | I'm a Dream                   |
| 2018 | Seinabo Sey             | "Never Get Used To"                                               | I'm a Dream                   |
| 2018 | Seinabo Sey             | "I Owe You Nothing"                                               | I'm a Dream                   |
| 2018 | Seinabo Sey             | "Breathe"                                                         | I'm a Dream                   |
| 2018 | Seinabo Sey             | "Good In You"                                                     | I'm a Dream                   |
| 2018 | Ghost                   | "Dance Macabre"                                                   | Prequelle                     |
| 2018 | Ghost                   | "Life Eternal"                                                    | Prequelle                     |
| 2018 | MagnusTheMagnus         | "It Don't Impress Me" (featuring Madi Banja)                      | Single avulso                 |
| 2018 | MagnusTheMagnus         | "Calling" (featuring KIDDO)                                       | Single avulso                 |
| 2018 | David Guetta            | "Light Headed" (with Sia)                                         | 7                             |
| 2018 | RØMANS                  | "Glitter & Gold"                                                  | Single avulso                 |
| 2018 | Salvatore Ganacci       | "Kill A Soundboy" (featuring Nailah Blackman)                     | Single avulso                 |
| 2019 | Gryffin                 | "You Remind Me" (featuring Stanaj)                                | Gravity                       |
| 2019 | Frank Walker & Astrid S | "Only When It Rains"                                              | Single avulso                 |
| 2019 | PRETTYMUCH              | "Eyes Off You"                                                    | Phases - EP                   |
| 2019 | Avicii                  | "Peace Of Mind" (featuring Vargas & Lagola)                       | TIM                           |
| 2019 | Avicii                  | "Tough Love" (featuring Agnes, Vargas & Lagola)                   | TIM                           |
| 2019 | Avicii                  | "Excuse Me Mr Sir" (featuring Vargas & Lagola)                    | TIM                           |
| 2019 | Otto Knows              | "About You"                                                       | Single avulso                 |
| 2019 | Ghost                   | "Kiss The Go-Goat"                                                | Seven Inches of Satanic Panic |
| 2019 | Ghost                   | "Mary On A Cross"                                                 | Seven Inches of Satanic Panic |
| 2019 | Agnes                   | "Intro"                                                           | Nothing Can Compare           |
| 2019 | Agnes                   | "I Trance"                                                        | Nothing Can Compare           |
| 2019 | Agnes                   | "Not Dangerous"                                                   | Nothing Can Compare           |
| 2019 | Agnes                   | "Interlude (What Is Wrong)"                                       | Nothing Can Compare           |
| 2019 | Agnes                   | "Limelight"                                                       | Nothing Can Compare           |
| 2019 | Agnes                   | "Interlude (I Like To Sing)"                                      | Nothing Can Compare           |
| 2019 | Agnes                   | "Nothing Can Compare"                                             | Nothing Can Compare           |
| 2019 | Mapei                   | "Ether"                                                           | Sensory Overload              |
| 2020 | Galantis                | "Steel"                                                           | Church                        |
| 2020 | Galantis                | "Unless It Hurts"                                                 | Church                        |
| 2020 | Galantis                | "Never Felt A Love Like This" (with Hook n Sling featuring Dotan) | Church                        |
| 2020 | Agnes                   | "Goodlife"                                                        | Single avulso                 |
| 2020 | Lady Gaga               | "Sine from Above" (with Elton John)                               | Chromatica                    |
| 2022 | Ghost                   | "Twenties"                                                        | Impera                        |
| 2025 | Ghost                   | "Satanized"                                                       | Skeletá                       |

#### Créditos de composição e produção para artistas suecos locais
| Ano  | Artista         | Título                                      | Álbum                             |
| ---- | --------------- | ------------------------------------------- | --------------------------------- |
| 2013 | Veronica Maggio | " Sergels torg "                            | Handen i fickan fast jag bryr mig |
| 2013 | Veronica Maggio | "Jag lovar"                                 | Handen i fickan fast jag bryr mig |
| 2013 | Veronica Maggio | "Hela cabana" (featuring Håkan Hellström)   | Handen i fickan fast jag bryr mig |
| 2013 | Veronica Maggio | "Vá kvar"                                   | Handen i fickan fast jag bryr mig |
| 2013 | Veronica Maggio | "Låtsas som det regnar"                     | Handen i fickan fast jag bryr mig |
| 2013 | Veronica Maggio | "Hädanefter"                                | Handen i fickan fast jag bryr mig |
| 2013 | Veronica Maggio | "Dallas"                                    | Handen i fickan fast jag bryr mig |
| 2013 | Veronica Maggio | "Bas Gillar Hörn"                           | Handen i fickan fast jag bryr mig |
| 2013 | Veronica Maggio | "Eu min bil"                                | Handen i fickan fast jag bryr mig |
| 2013 | Petter          | "Poderoso" (featuring Newkid)               | Början på allt                    |
| 2013 | Petter          | "Början på allt" (featuring Eye N'I)        | Början på allt                    |
| 2013 | Petter          | "Abril"                                     | Början på allt                    |
| 2013 | Petter          | "Håll om mig" (featuring Daniel Adams-Ray)  | Början på allt                    |
| 2013 | Petter          | "Tills döden skiljer oss åt"                | Början på allt                    |
| 2013 | Petter          | "Rei" (featuring Lilla Namo)                | Början på allt                    |
| 2013 | Petter          | "Maj"                                       | Början på allt                    |
| 2013 | Petter          | "Arbete"                                    | Början på allt                    |
| 2013 | Petter          | "Tudo Veterinário" (featuring Agnes)        | Början på allt                    |
| 2013 | Petter          | "Frita"                                     | Början på allt                    |
| 2013 | Petter          | "Juni"                                      | Början på allt                    |
| 2013 | Petter          | "Sitter på en dröm"                         | Början på allt                    |
| 2013 | Petter          | "Minnen del II"                             | Början på allt                    |
| 2013 | Petter          | "Släpp mig sex"                             | Början på allt                    |
| 2016 | Veronica Maggio | " Den forsta är alltid gratis "             | Den forrsta är alltid gratis      |
| 2016 | Veronica Maggio | " Vi mot världen "                          | Den forrsta är alltid gratis      |
| 2016 | Veronica Maggio | "Pang Pang"                                 | Den forrsta är alltid gratis      |
| 2018 | Petter          | "Kliv på!" (featuring Eye N'I)              | Lev nu                            |
| 2018 | Petter          | "Lev nu dö sen" (featuring Vargas & Lagola) | Lev nu                            |

## Prêmios e indicações
| Ano  | Premiação                         | Categoria                    | Nominação                                                       | Resultado | Ref.   |
| ---- | --------------------------------- | ---------------------------- | --------------------------------------------------------------- | --------- | ------ |
| 2007 | The Swedish MPA Awards            | Melhor recém-chegado         | Ele mesmo                                                       | Venceu    | [ 35 ] |
| 2007 | The Monica Zetterlund Scholarship | Artista Jovem e Promissor    | Ele mesmo                                                       | Venceu    | [ 36 ] |
| 2007 | SKAP Anniversary Award            | -                            | Ele mesmo                                                       | Venceu    | [ 37 ] |
| 2008 | Expressen Kultur - Spelmannen     | -                            | Ele mesmo                                                       | Venceu    | [ 38 ] |
| 2008 | Swedish Grammy Awards             | Compositor do ano            | Ele mesmo                                                       | Venceu    | [ 39 ] |
| 2008 | Swedish Grammy Awards             | Artista homem do ano         | Ele mesmo                                                       | Venceu    | [ 39 ] |
| 2008 | Swedish Grammy Awards             | Produtor do ano              | Ele mesmo                                                       | Venceu    | [ 39 ] |
| 2008 | Swedish Grammy Awards             | Recém-chegado do ano         | Ele mesmo                                                       | Venceu    | [ 39 ] |
| 2008 | Swedish Grammy Awards             | Música do ano                | "Good Song"                                                     | Indicado  | [ 39 ] |
| 2008 | Swedish Grammy Awards             | Álbum do ano                 | "This Is Who I Am"                                              | Indicado  | [ 39 ] |
| 2008 | Swedish Grammy Awards             | Letrista do ano              | Ele mesmo                                                       | Indicado  | [ 39 ] |
| 2008 | P3 Guld                           | Melhor artista homem         | Ele mesmo                                                       | Indicado  | [ 40 ] |
| 2008 | P3 Guld                           | Melhor novo artista          | Ele mesmo                                                       | Indicado  | [ 40 ] |
| 2010 | Swedish Grammy Awards             | Compositor do ano            | Ele mesmo                                                       | Indicado  | [ 41 ] |
| 2010 | Swedish Grammy Awards             | Artista homem do ano         | Ele mesmo                                                       | Indicado  | [ 41 ] |
| 2011 | Swedish Grammy Awards             | Música do ano                | "Keep On Walking"                                               | Indicado  | [ 42 ] |
| 2011 | Swedish Grammy Awards             | Artista homem do ano         | Ele mesmo                                                       | Indicado  | [ 42 ] |
| 2014 | Swedish Grammy Awards             | Compositor do ano            | Ele mesmo (com Vincent Pontare & Magnus Lidehäll)               | Venceu    | [ 43 ] |
| 2014 | The Swedish MPA Awards            | Sucesso internacional do ano | Ele mesmo (com Vincent Pontare & Magnus Lidehäll)               | Indicado  | [ 44 ] |
| 2015 | Swedish Grammy Awards             | Melhor álbum infantil        | Ele mesmo (com Glada Hudik-Teatern & Pontus De Wolfe)           | Venceu    | [ 45 ] |
| 2015 | Swedish Grammy Awards             | Compositor do ano            | Ele mesmo (com Vincent Pontare & Magnus Lidehäll)               | Indicado  | [ 45 ] |
| 2015 | The Swedish MPA Awards            | Sucesso internacional do ano | Ele mesmo (com Vincent Pontare)                                 | Indicado  | [ 46 ] |
| 2016 | Swedish Grammy Awards             | Compositor do ano            | Ele mesmo (with Vincent Pontare, Magnus Lidehäll & Seinabo Sey) | Indicado  | [ 47 ] |
| 2018 | Swedish Grammy Awards             | Compositor do ano            | Vargas & Lagola                                                 | Indicado  | [ 48 ] |